# جونکی هاتا
جونکی هاتا (انگلیسی: Junki Hata؛ زادهٔ ۱۴ اوت ۱۹۹۴) بازیکن فوتبال اهل ژاپن است.